# Бадриджани

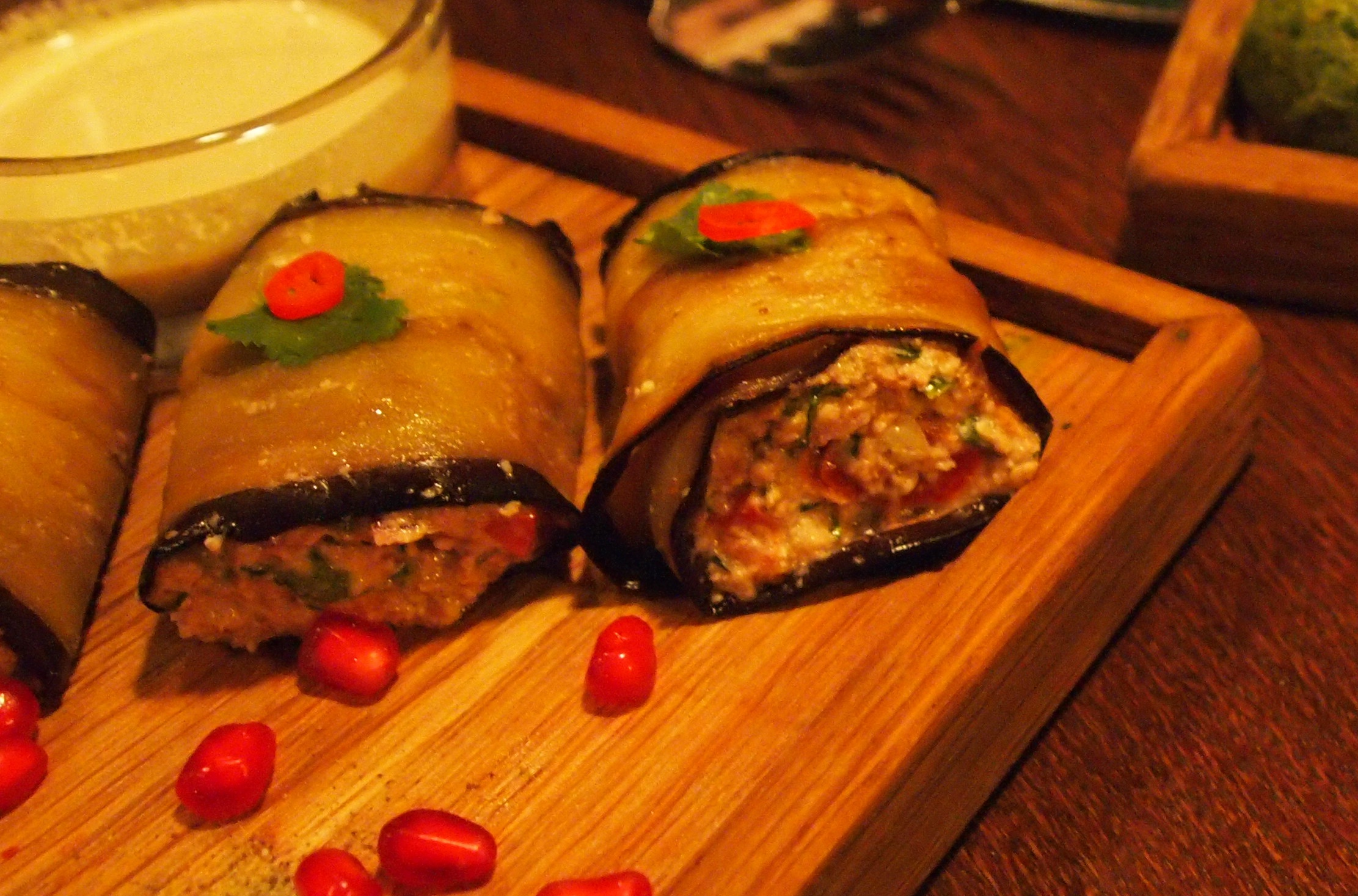
Нигвзиани бадриджани

Бадриджани (груз.: ბადრიჯანი; бадриджани — баклажан) — блюда грузинской кухни из баклажанов. Вариантом блюда является Нигвзиани бадриджани (с грузинского: баклажаны с грецкими орехами).

## Варианты

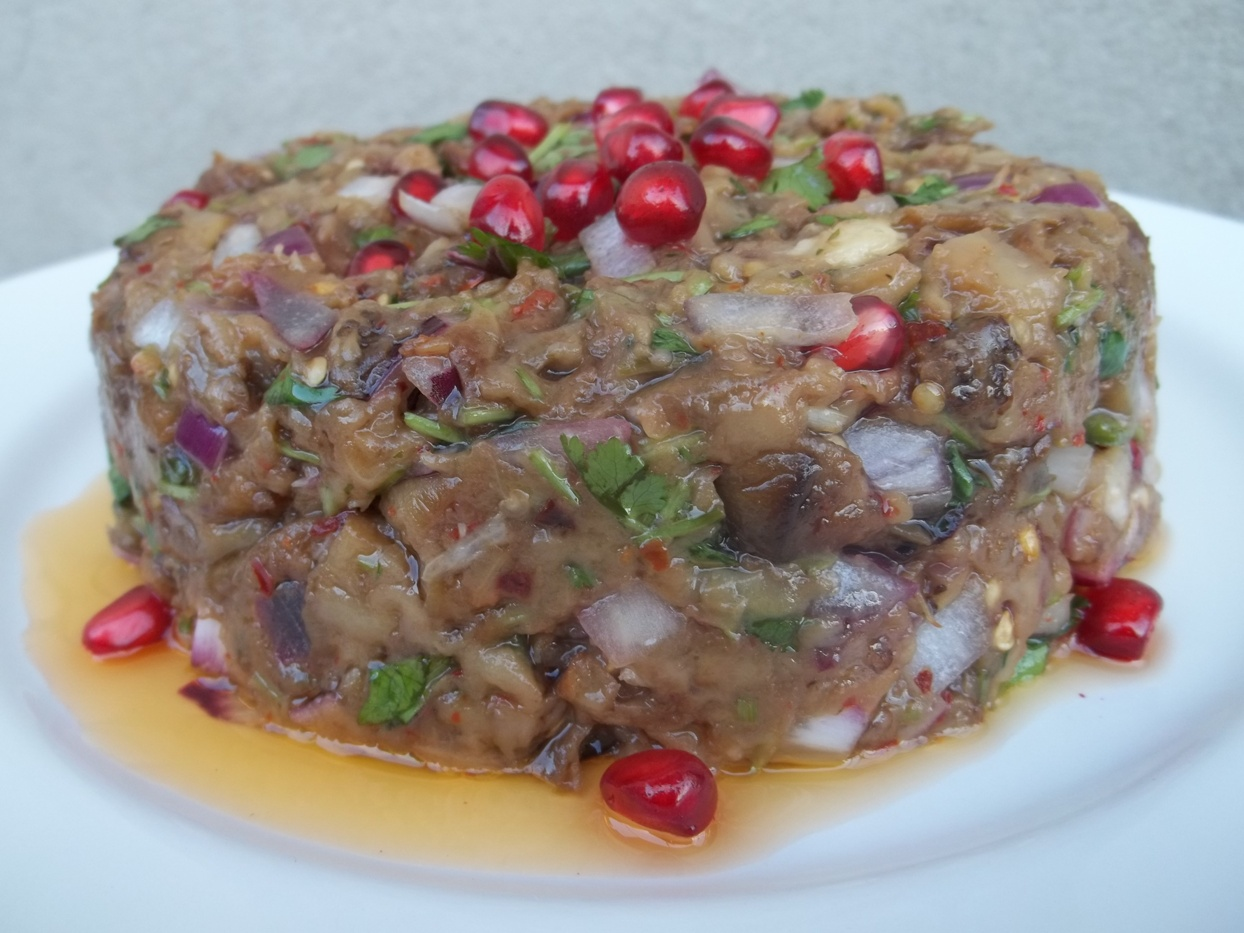
Бадриджанис хизилала (икра из баклажанов)

### Баклажаны с грецкими орехами (нигвзиани бадриджани)
Основными продуктами блюда являются баклажаны, растительное масло, грецкие орехи, чеснок, специи имеретинский шафран и уцхо-сунели.

### Баклажаны с чесноком и луком
В поджаренные на растительном масле пластины баклажана заворачивают фарш из обжаренных лука и чеснока.

### Баклажанная икра(бадриджанис хизилала)
Икра из запеченных баклажанов со специями, репчатым луком и кинзой, посыпанная гранатовыми зёрнами.

## Употребление
Как вегетарианское блюдо бадриджани популярны в пост (в те дни, когда разрешено употребление растительного масла) или как гарнир к жареному мясу.